# Jadwiga Handelsman
Jadwiga Maria Handelsman, de domo Kernbaum (zm. 1973) – polska artystka, kilimarka i fotografka żydowskiego pochodzenia.

## Życiorys
Urodziła się w rodzinie warszawskiego przemysłowca Józefa Kernbauma i Reginy z domu Berlinerblau. Jej bratem był Mirosław Kernbaum, asystent Marii Skłodowskiej-Curie. Ukończyła studia w Akademii Sztuk Pięknych w Warszawie, kształciła się także w szkołach tkactwa w Berlinie i Sztokholmie. Założyła i następnie została prezeską Towarzystwa Zdobniczego, należała do Polskiego Towarzystwa Krajoznawczego. W 1913 roku wyszła za mąż za Marcelego Handelsmana.   
Tworzyła kilimy, brała udział w licznych wystawach. Jej kilimy prezentowano m.in. w 1925 roku na Wystawie światowej w Paryżu, gdzie wystawiona została także tkanina dekoracyjna, którą Handelsman wykonała według projektu Władysława Skoczylasa. Jej prace zostały wyróżnione w Paryżu dwoma złotymi medalami. Handelsman zajmowała się również fotografią. Jej zdjęcia ukazywały się m.in. na łamach „Tygodnika Wileńskiego”, a kilkanaście negatywów i odbitek znajduje się w archiwum Towarzystwa Opieki nad Zabytkami Przeszłości. Możliwe, że angażowała się w oprawę druków publikowanych przez Towarzystwo. Projektowała ekslibrisy i uprawiała grafikę: jej prace ukazały się w tece fluorofort (rzadko wtedy uprawiana technika wśród polskich artystów) wydanej w 1906 roku we Lwowie, wraz z pracami m.in. Janiny Bobińskiej, Emilii Wysockiej czy Marii Płonowskiej. 
Była filantropką. Wraz z rodzicami przekazała Towarzystwu Naukowemu Warszawskiemu pokaźne środki na powstanie Pracowni Radiologicznej im. Mirosława Kernbauma (pierwszej pracowni radiologicznej w Polsce), której kierowniczką została Maria Skłodowska-Curie.    
Podczas II wojny światowej, w 1941 roku opuściła z mężem Warszawę, kierując się do Podkowy Leśnej. Ukrywała się przez pewien czas w Radomiu u Janiny Orzeszko, żony lekarza Tadeusza.